# روزوود

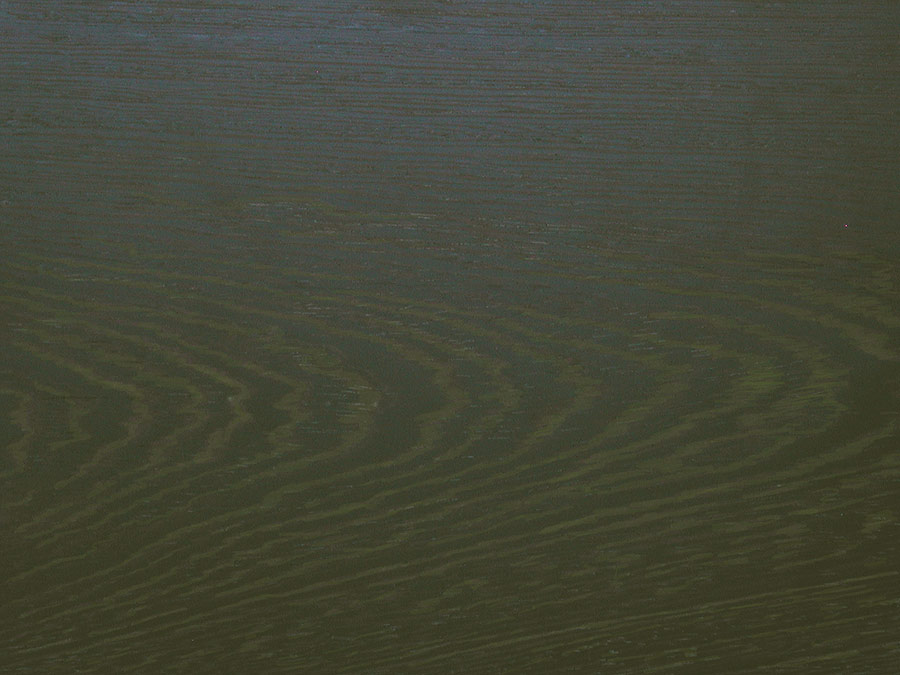
خشب

روزوود (بالإنجليزية: Wenge)‏ هو نوع من الخشب ، ينمو في أفريقيا الاستوائية مثل الكاميرون، الكونغو، كينشاسا، الغابون، وتنزانيا وموزامبيق.
هذا الخشب صلب جداً ولونه غامق. في بعض الأحيان يكون مخطط بأشرطة صفراء.
كما أنه يستخدم في بناءالقيثارات والباص الكهربائية. كما وطفق صنّاع العود خلال العقدين الأخيرين في اعتماده كخشب ملائم لبناء القصعة (الصندوق الصوتي لآلة العود ). وزنه النوعي 800 كغم/متر وسرعة الصوت فيه زهاء 4400 م/ثانية .
تصنف شجرة الوينغي اليوم كأحدى الأشجار المهددة بالانقراض بسبب القطع الجائر على مرّ سنوات عديدة. وحيث أنّ صنّاع الأثاث قد ملّوا منه ، فإنّ المخزون العالمي منه كبير جداً والطلب عليه قليل مما جعل أسعاره في متناول اليد .